# Hassan Hattab
Pour les articles homonymes, voir Hattab.
Hassan Hattab, né le 14 janvier 1967 à Rouiba, est un djihadiste algérien, chef et fondateur du Groupe salafiste pour la prédication et le combat.

## Biographie
Hassan Hattab est né à Rouiba et grandit dans le quartier populaire de Benzerga dans la commune de Bordj el Kiffan. Après son échec au baccalauréat, Il intègre l'armée algérienne. Il déserte en décembre 1991, à la suite du  coup d’État ou du pronunciamiento de l'armée algérienne, et rejoint le maquis en mars 1992, avec douze autres membres des forces spéciales de l'armée, dont Abderazak el Para et Okacha el Para. Il rallie d'abord le FIS, puis intègre le GIA en 1993, avant de le quitter en 1996, et de participer à la fondation du GSPC. Recherché activement par les forces de l'ordre, sa tête fut mise à prix pour 3 millions de dinars (l'équivalent de 28 000 euros), ordonnait massacres et tueries contre policiers, gendarmes, militaires et civiles,.
Il démissionne du GSPC en 2004 et est remplacé par son second Nabil Sahraoui (mort dans une opération policière antiterroriste à Bejaia, peu de temps après). En février 2005, Abdelmalek Droukdel, qui a succédé à Sahraoui à la tête du GSPC, lance une fatwa contre Hattab, l'accusant de publier de faux communiqués au nom du GSPC.
Il renonce à la lutte armée officiellement et se joint à la politique de réconciliation nationale d'Abdelaziz Bouteflika : il se rend le 22 septembre 2007 aux autorités.
Il condamne le double attentat-suicide du GSPC, du 11 avril 2007, (rebaptisé Al-Qaïda au Maghreb islamique en janvier 2007), contre le Palais du Gouvernement et le Commissariat de Bab Ezzouar à Alger.
Il réside aujourd'hui dans une villa, à Ben Aknoun dans les hauteur d'Alger, dont l'adresse reste confidentielle. Devenu un allié précieux des services de sécurité, avec lesquels il tente de convaincre les résidus terroristes de déposer les armes et il exhorte ses anciens acolytes du GSPC, à se rendre dans le cadre de la Concorde civile. La collaboration de cet ancien terroriste a « permis d'empêcher plusieurs crimes » selon Tayeb Belaiz, le ministre de l'intérieur.